# Bulbul cridaner
El bulbul cridaner (Baeopogon clamans) és una espècie d'ocell de la família dels picnonòtids (Pycnonotidae). Habita localment boscos de Camerun, Guinea Equatorial, oest de Gabon i nord-est de la República Democràtica del Congo. El seu estat de conservació es considera de risc mínim.
En diverses llengües rep el nom de "bulbul cridaner" (Espanyol: Bulbul Chillón. Francès: Bulbul bruyant).